# Simon Tuturop
 (juillet 2014).
Simon Tuturop, né dans les années 1950 à Fakfak, est un militant politique indonésien, partisan de l'indépendance de la Papouasie occidentale.

## Biographie
Le 3 juillet 1982 il a été arrêté pour avoir participé à une manifestation durant laquelle l'indépendance de la Papouasie occidentale a été proclamée. Condamné à 12 ans de prison, il a demeuré à la prison de Kalisosok jusqu'à 1989. Après sa libération, il a soutenu les prisonniers politiques et organisé l'aide pour eux.
Après la chute de Suharto, il a travaillé dans l'Aceh en agissant pour les victimes des luttes entre l'armée indonésienne et le Mouvement pour la Libération d'Aceh. Le 19 juillet 2008, il est arrêté avec une douzaine d'autres personnes pour avoir exposé le drapeau de mouvement indépendantiste. Il fut libéré en 2012.